# Фторид платины(V)
Фторид платины(V) — неорганическое соединение, соль металла платины и плавиковой кислоты с формулой PtF5, тёмно-красные кристаллы, разлагается в воде.

## Получение
- Разложение гексафтороплатината(V) диоксигенила при нагревании:

{\displaystyle {\mathsf {2(O_{2}^{+})[PtF_{6}]\ {\xrightarrow {100^{o}C}}\ 2PtF_{5}+F_{2}+O_{2}}}}
- Реакция хлорида платины(II) и фтора:

{\displaystyle {\mathsf {2PtCl_{2}+5F_{2}\ {\xrightarrow {350^{o}C}}\ 2PtF_{5}+2Cl_{2}}}}

## Физические свойства
Фторид платины(V) образует тёмно-красные кристаллы.
В воде подвергается гидролизу.

## Химические свойства
- Разлагается при нагревании (диспропорционирует):

{\displaystyle {\mathsf {2PtF_{5}\ {\xrightarrow {130^{o}C}}\ PtF_{4}+PtF_{6}}}}
- Реагирует с кипящей водой:

{\displaystyle {\mathsf {4PtF_{5}+6H_{2}O\ \xrightarrow {\text{кип.}} \ 2PtO_{2}\downarrow +2H_{2}[PtF_{6}]+O_{2}\uparrow +8HF}}}
- Реагирует с концентрированной плавиковой кислотой:

{\displaystyle {\mathsf {4PtF_{5}+4HF+2H_{2}O\ {\xrightarrow {}}\ 4H_{2}[PtF_{6}]+O_{2}\uparrow }}}
- Реагирует с щелочами:

{\displaystyle {\mathsf {4PtF_{5}+28NaOH\ \xrightarrow {100^{o}C} \ 4Na_{2}[Pt(OH)_{6}]+O_{2}\uparrow +20NaF+2H_{2}O}}}
- Восстанавливается водородом:

{\displaystyle {\mathsf {2PtF_{5}+5H_{2}\ {\xrightarrow {70-120^{o}C}}\ 2Pt+10HF}}}
- С фторидами щелочных металлов образует гексафтороплатинаты(V):

{\displaystyle {\mathsf {PtF_{5}+KF\ \xrightarrow {80-90^{o}C} \ K[PtF_{6}]}}}
- С фторидами галогенов образует гексафтороплатинаты(V):

{\displaystyle {\mathsf {PtF_{5}+ClF_{3}\ {\xrightarrow {}}\ (ClF_{2}^{+})[PtF_{6}]}}}
{\displaystyle {\mathsf {PtF_{5}+IF_{5}\ {\xrightarrow {}}\ (IF_{4}^{+})[PtF_{6}]\downarrow }}}
- Реагирует с дифторидом кислорода:

{\displaystyle {\mathsf {2PtF_{5}+4OF_{2}\ \xrightarrow {\text{комн.}} \ 2(O_{2}^{+})[PtF_{6}]+3F_{2}\uparrow }}}